# Entroncamento
Entroncamento es una ciudad portuguesa perteneciente al distrito de Santarém, región Centro y comunidad intermunicipal de Medio Tejo. Pertenecía antiguamente a la provincia de Ribatejo y aún es considerada como una localidad ribatejana.

## Geografía
Es sede del segundo más pequeño municipio del país, con apenas 13,71 km² de área y 20 141 habitantes (2021), lo que corresponde a una densidad demográfica de 1325,6 h/km². El municipio está limitado al este por Vila Nova da Barquinha y Golegã, y al sur, oeste y norte por Torres Novas.

## Demografía
| Gráfica de evolución demográfica de Entroncamento entre 1950 y 2021 |
|                                                                     |
| Datos según el nomenclátor publicado por el INE portugués.          |

## Freguesias
- São João Baptista
- Nossa Senhora de Fátima.

## Historia
El municipio se denomina Entroncamento porque en ese punto enlazan las dos vías ferroviarias más importantes de Portugal, la línea del Norte (que comunica Lisboa con Oporto) y la línea de la Beira Baixa, que comunica Entroncamento con Guarda. La población empezó a desarrollarse en el siglo XIX, debido a ser un punto de gran tráfico ferroviario (se construyó una estación que permitía a los viajeros transbordar de una vía a otra). En 1926 se convierte en freguesia, en 1932 se eleva a villa, en 1945 a municipio y finalmente en 1991 se eleva al título de ciudad.